# 石凌鹤
石凌鹤（1906年—1995年），原名石联学，又名石炼顽，字时敏，号游轩，笔名丹枫、铲非等，男，江西乐平人，中国剧作家，中国戏剧家协会理事。